# Barneholm
Barneholm es una isla de Dinamarca, situada en el fiordo de Nakskov.
Cubre un área de tan sólo 8,5 ha. Su punto más alto se encuentra a tan solo 2 m s. n. m.